# Gewurzelter Baum

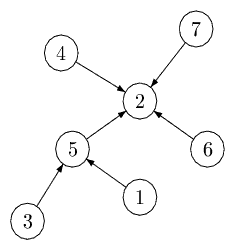
Gewurzelter Baum als In-Tree mit Knoten 2 als Wurzel

Ein gewurzelter Baum (auch Wurzelbaum) ist in der Graphentheorie ein Baum, der einen ausgezeichneten Knoten, die Wurzel, enthält, von dem aus sämtliche anderen Knoten erreichbar sind oder der seinerseits von jedem anderen Knoten aus erreicht werden kann. Wurzelbäume zählen somit zu den Klassen der Wurzelgraphen und der Bäume und vereinen daher die Eigenschaften beider Graphenklassen.
Beim ungerichteten Baum kann jeder Knoten die Wurzel sein. Beim gerichteten Wurzelbaum lassen sich unterscheiden:
- Out-Trees (auch Arboreszenz), bei denen die Kanten von der Wurzel ausgehen (alle Knoten sind durch genau einen Pfad von diesem aus erreichbar), und
- In-Trees (auch Anti-Arboreszenz), bei denen die Kanten in Richtung Wurzel zeigen (die Wurzel ist durch genau einen Pfad von diesem aus erreichbar).

Beim gerichteten Wurzelbaum bildet die Wurzel den starken Zusammenhang zu allen anderen Knoten.

## Weitere Begriffe
Im Falle von Out-Trees wird der maximale Ausgangsgrad als Ordnung des Baumes bezeichnet und alle Knoten mit Ausgangsgrad 0 bezeichnet man als Blätter. Als Tiefe eines Knotens bezeichnet man die Länge des Pfades von der Wurzel zu ihm und als Höhe des Baumes die Länge eines längsten Pfades, der immer von der Wurzel zu einem Blatt laufen muss. Im Falle von In-Trees bezeichnet man den maximalen Eingangsgrad des Baumes als seine Ordnung und alle Knoten mit Eingangsgrad 0 als Blätter. Als Höhe des Baumes bezeichnet man hier analog die Länge eines längsten Pfades von einem Blatt zur Wurzel.
Wie bei allen Bäumen bezeichnet man auch in gewurzelten Bäumen alle Knoten, die kein Blatt sind, als innere Knoten. Manchmal schließt man die Wurzel dabei aber aus.
Für Out-Trees gibt es noch eine ganze Reihe weiterer Begriffe. Für einen von der Wurzel verschiedenen Knoten {\displaystyle v} bezeichnet man den Knoten, durch den er mit einer eingehenden Kante verbunden ist als Vater, Vaterknoten, Mutter, Mutterknoten, Elter, Elterknoten (auch Elternknoten) oder Vorgänger von {\displaystyle v}. Als Vorfahren von {\displaystyle v} werden alle Knoten auf dem Pfad zur Wurzel bezeichnet.
Umgekehrt bezeichnet man alle Knoten, die von einem beliebigen Knoten {\displaystyle v} aus durch eine ausgehende Kante verbunden sind als Kinder, Kinderknoten, Sohn oder Nachfolger von {\displaystyle v}. Als Nachfahren von {\displaystyle v} bezeichnet man alle Knoten zu denen von {\displaystyle v} aus ein Pfad existiert, also alle Knoten des Unterbaums, der {\displaystyle v} als Wurzel hat. Als Geschwister oder Geschwisterknoten werden in einem Out-Tree Knoten bezeichnet, die denselben Vorgängerknoten besitzen.
Ein Wurzelbaum, in dem für die Söhne jedes Knotens eine lineare Ordnung definiert ist, heißt geordneter Baum oder planarer Baum. Anschaulich legt die Ordnung fest, in welcher Weise die Nachfolger eines Knotens in der grafischen Darstellung des Baumes angezeigt werden (z. B. von links nach rechts gemäß Ordnungskriterium). Formal wird durch die Ordnung festgelegt, in welcher Reihenfolge die Knoten bei unterschiedlichen Traversierungsverfahren (preorder, inorder, postorder) durchlaufen werden.
Spannbäume sind Wurzelbäume mit dem Startknoten der Traversierung als Wurzel.

## Alternative Definition
Gewurzelte Bäume lassen sich auch rekursiv definieren. Sie bestehen aus einem Knoten {\displaystyle w}, der die Wurzel des Baumes darstellt, welcher ausschließlich mit den Wurzeln knotendisjunkter Bäume {\displaystyle T_{1},T_{2},\ldots ,T_{n}} verbunden ist, bei Out-Trees in Richtung der Wurzeln von {\displaystyle T_{1},T_{2},\ldots ,T_{n}}, wobei diese selbst Out-Trees sind, und bei In-Trees in Richtung von {\displaystyle w}, wobei {\displaystyle T_{1},T_{2},\ldots ,T_{n}} selbst In-Trees sind.